# Nelo Drizari
Nelo Drizari (ur. 10 stycznia 1902 w Drizarze, zm. 18 września 1978 w Carmel) – amerykański dziennikarz, tłumacz i pisarz pochodzący z Albanii. Był działaczem na rzecz Albańczyków w Stanach Zjednoczonych. Za swoją działalność zdobył uznanie innych albańskich działaczy w Stanach Zjednoczonych: Fana Nolego i Faika Konicy.

## Życiorys
Nelo Drizari, będąc nastolatkiem, wraz z bratem wyemigrował z Albanii do Stanów Zjednoczonych. Tam ukończył studia dziennikarskie na nowojorskim Uniwersytecie Columbia. Pracował jako redaktor gazety Dielli. Wykładał albanistykę na tym uniwersytecie oraz poświęcał się pracy naukowej w zakresie języka albańskiego; wydał Słownik albańsko-angielski i angielsko-albański (alb. Fjalor shqip-anglisht dhe anglisht-shqip) oraz podręcznik do język albańskiego Shqipja e folur dhe e shkruar
W latach 1942–1948 prowadził program Zërit të Amerikës. Po zakończeniu II wojny światowej Drizari wrócił do działalności naukowej i wykładał język albański w Wyższym Wojskowym Instytucie Językowym w Monterey.
W latach 70. XX wieku poświęcił się malarstwu, otworzył kilka wystaw indywidualnych w Kalifornii.

## Dzieła[1]
- Enciklopedia e Collierit
- Fjalor shqip-anglisht dhe anglisht-shqip
- Fjalori i Kolumbias për letërsinë moderne amerikane
- Historia e dramës moderne
- Kopshti piktoresk i magjepsjes
- Skënderbeu, një kalorës i shekullit të 15-të
- Shqipja e folur dhe e shkruar
- Xhek Londoni dhe ëndrra e pamundur
- Kënga e Irenës (1957)
- Katër ditë për në vendin e ëndrrave” (1969)

## Tłumaczenia
Przetłumaczył na język angielski dramat Besa yahud ahde vefa autorstwa Sami Frashëriego.